# 55 Cancri
55 Cancri (katalogiziran i kao Rho1 Cancri; kraće 55 Cnc), dvojna zvijezda od Zemlje udaljena oko 41 svjetlosnu godinu u zviježđu Rak. Sustav se sastoji od zvijezde G tipa te manjeg crvenog patuljka međusobno udaljenih više od 1000 AJ.

## Udaljenost i vidljivost
Sustav 55 Cancri nalazi se relativno blizu našem Sunčevom sustavu: astrometrijski satelit Hipparcos izmjerio je paralaksu od 55 Cancri A na 81,03 lučnih sekundi što odgovara udaljenosti od 12,3 parseka odnosno 40,3 svjetlosnih godina. 55 Cancri A ima prividnu magnitudu od 5,95 što ga čini vidljivim ako se promatra kroz dvogled. Golom oku teško je vidljiv i to samo pri jako tamnom nebu. Crveni patuljak 55 Cancri B ima magnitudu 13,5 zbog čega je vidljiv samo pomoću teleskopa.

## Komponente sustava

### 55 Cancri A
Glavna zvijezda 55 Cancri A je žuti patuljak glavnog niza, spektralnog tipa G8V. Manja u radijusu te neznatno manje masivna od našeg Sunca, hladnija je i manje luminozitetna. Zvijezda ima male ili gotovo nikakve varijabilnosti te samo niske emisije iz kromosfere.
55 Cancri A je od našeg Sunca bogatija elementima koji su teži od helija, s 186% sunčeve količine željeza; zbog toga se klasificira rijetkom "metalom super-bogatom" zvijezdom. Obilje metala dovodi do toga da je procjena zvijezdine starosti i mase otežena budući su evolucijski modeli za takve zvijezde nedovoljno definirani. Jedna procjena na osnovu kromosferske aktivnosti sugerira starost od 5,5 milijardi godina dok su druge studije polučile procjene od 7,4 do 8,7 milijardi godina.

### 55 Cancri B
55 Cancri B je crveni patuljak na procjenjenoj udaljenosti od 1065 AJ od primarne zvijezde, te je mnogo manje masivan i luminozitetan od našeg Sunca. Postoje indikacije prema kojem je 55 Cancri B zapravo sam po sebi dvojna zvijezda iako je ovo za sada nesigurno.

## Planetarni sustav
| Planet (redoslijed od zvijezde) | Masa masa Jupitera | Velika poluos (AJ) | Ophodno vrijeme (dani) | Ekscentricitet |
| ------------------------------- | ------------------ | ------------------ | ---------------------- | -------------- |
| e                               | 0,027 MJ           | 0,016              | 0,74                   | 0,17 ± 0,04    |
| b                               | ≥ 0,83 MJ          | 0,11               | 14,65                  | 0,010 ± 0,003  |
| c                               | ≥ 0,17 MJ          | 0,24               | 44,36                  | 0,005 ± 0,003  |
| f                               | ≥ 0,16 MJ          | 0,78               | 259,8 ± 0,5            | 0,30 ± 0,05    |
| d                               | ≥ 3,82 ± 0,04 MJ   | 5,74 ± 0,04        | 5169 ± 53              | 0,014 ± 0,009  |